# Bernštejn (Rybník)
Bernštejn (německy Bernstein) je zaniklá vesnice na území obce Rybník, v k. ú. Rybník nad Radbuzou v okrese Domažlice. Vesnice stála přibližně jeden kilometr od státní hranice s Německem na jižním úpatí Velké skály (790 m), dříve Bärnstein, později Grosser Fels.
Původně měla vesnice samostatné katastrální území Bernstein, které bylo později změněno na k. ú. Rybník nad Radbuzou. Administrativně spadal Bernštejn pod obec Rybník.

## Historie
Osada za své založení vděčí zemědělskému podnikání šlechty. Kolem roku 1670 zde založili Videršpergárové zemědělský dvůr a panskou hájovnu, při nich vznikla osada. Osídlení však existovalo již dříve, v mutěnínských matrikách zemřelých se v roce 1670 se vyskytuje jistá Bernsteinová z Bernsteina. Ve stejném roce je rovněž zmiňován místní tkadlec Hans Widl. U panské hájovny stála tzv. flusárna, kde se vyráběla potaš neboli flus pro výrobu skla. Na konci 18. století byl zdejší vrchnostenský dvůr zrušen, majetek rozparcelován a propachtován.
V roce 1869 byl Bernštejn pod názvem Bärnstein osadou obce Vaier (Rybník), v roce 1880–1910 osadou obce Waier (Rybník), v letech 1921-1930 osadou obce Rybník.
Po druhé světové válce postihl vesnici odsun německého obyvatelstva. Po válce již nedošlo k dosídlení a následně se vesnice octla v hraničním pásmu. Místo se stalo sídlem roty Pohraniční stráže „Rybník (Bernstein)“, která zahájila činnost 1. ledna 1951 a zrušena byla v roce 1990. Po ní zůstaly po roce 1990 prázdné budovy kasáren. Na místě pustnoucího areálu byly budovy přebudovány na výchovný ústav „Medvědí kámen“ pro chlapce z výchovných ústavů z celého Česka s nařízenou ústavní výchovou, kteří jsou závislými uživateli drog nebo mají poruchy chování.

## Obyvatelstvo
Sommerova topografie z roku 1839 popisuje ve vsi 15 domů a 106 obyvatel.
Při sčítání lidu v roce 1921 zde žilo 144 obyvatel, kromě tří cizozemců to bylo 141 Němců. Všichni obyvatelé se hlásili k římskokatolické církvi.
| Rok            | 1869 | 1880 | 1890 | 1900 | 1910 | 1921 | 1930 | 1950 | 1961 | 1970 | 1980 | 1991 | 2001 | 2011 |
| -------------- | ---- | ---- | ---- | ---- | ---- | ---- | ---- | ---- | ---- | ---- | ---- | ---- | ---- | ---- |
| Počet obyvatel | 150  | 122  | 139  | 114  | 140  | 144  | 98   | —    | —    | —    | —    | —    | —    | —    |
| Počet domů     | 16   | 17   | 17   | 17   | 17   | 17   | 17   | —    | —    | —    | —    | —    | —    | —    |